# Accordi amministrativi
 Con l’emanazione della legge 7 agosto 1990, n. 241 è stata introdotta nel nostro ordinamento una nuova modalità di conclusione del procedimento amministrativo, alternativa ai provvedimenti unilaterali: gli accordi amministrativi.
Come riconosciuto dalla Corte costituzionale essi costituiscono “moduli convenzionali di esercizio del potere amministrativo”, il quale cessa di essere manifestazione unilaterale della volontà pubblica, ma diviene espressione dell’incontro delle volontà di amministrati e amministrazione. 
Lo strumento dell’accordo mira, pertanto, a realizzare un più equilibrato contemperamento tra l’interesse pubblico perseguito dall’amministrazione e quello perseguito dal privato. Si ritiene, conseguentemente, che l’amministrato risulti maggiormente incentivato ad adempiere agli obblighi assunti, avendo partecipato attivamente alla loro definizione, piuttosto che subirne l’imposizione unilaterale tramite un provvedimento.

## Accordi verticali
La disciplina degli accordi amministrativi si rinviene agli artt. 11 e 15 legge n. 241/1990: l’art. 11 regola gli accordi tra pubblica amministrazione e privati (cd. accordi “verticali”), mentre l’art. 15 disciplina quelli tra pubbliche amministrazioni (cd. accordi “orizzontali”).
Con riferimento ai primi, l’art. 11, comma 1, consente all’amministrazione di concludere “accordi con gli interessati al fine di determinare il contenuto discrezionale del provvedimento finale, ovvero, nei casi previsti dalla legge, in sostituzione di questo”. Gli accordi in esame si distinguono quindi in due categorie: 
- integrativi, in quanto si inseriscono nel procedimento per determinare il contenuto del provvedimento finale;

- sostitutivi, che concludono il procedimento in luogo del provvedimento.

Quanto alle modalità pratiche di formazione di entrambe le tipologie di accordi, l’incontro delle volontà pubbliche e private potrebbe avvenire su iniziativa del responsabile del procedimento, il quale può “predisporre un calendario di incontri cui invita, separatamente o contestualmente, il destinatario del provvedimento ed eventuali controinteressati” (art. 11, comma 1-bis).
Riguardo, invece, al loro regime giuridico, ai sensi del comma 2, agli accordi – necessariamente stipulati in forma scritta – si applicano i principi del Codice civile in materia di obbligazioni e contratti, ove non diversamente disposto e nei limiti della compatibilità. Sul punto la giurisprudenza ha poi recentemente chiarito l’operatività dei criteri ermeneutici di cui agli artt. 1362 ss. c.c.. Tuttavia, il fatto che si applichino i “principi” – e non la disciplina puntuale – in quanto compatibili e se non derogati, conferma come gli accordi restino manifestazione della capacità di diritto pubblico delle amministrazioni e non possano considerarsi contratti di natura privatistica, stante anche la finalità di pubblico interesse che perseguono. 
La più evidente deroga al regime ordinario dei contratti è, d’altra parte, prevista nello stesso art. 11, al suo comma 4, laddove si riconosce la facoltà di recesso unilaterale all’amministrazione, in presenza di “sopravvenute ragioni di pubblico interesse”. Tale facoltà, oltre a comportare l’obbligo di indennizzo a favore del privato, resta comunque esercitabile solo in presenza di gravi e non altrimenti soddisfabili ragioni che impongano all’amministrazione di svincolarsi dall’accordo con l’amministrato. 

## Accordi integrativi e sostitutivi
Come anticipato, l’art. 11 legge n. 241/1990 contempla due principali tipologie di accordo:
- l’accordo procedimentale (o integrativo), che interviene nella fase istruttoria e vincola l’amministrazione a tenere conto, nel provvedimento finale, del contenuto pattuito;

- l’accordo sostitutivo, che produce direttamente gli effetti giuridici propri di un provvedimento amministrativo e conclude il procedimento.

L’accordo sostitutivo, inizialmente previsto solo in ipotesi tassative, ha ricevuto una generale estensione ad opera della legge 11 febbraio 2005, n. 15, in linea con le proposte della Commissione Nigro.
Tuttavia, ciò che non viene meno è la tipicità dell’agire autoritativo pubblico, con gli accordi che potranno intervenire solo in sostituzione/integrazione di provvedimenti discrezionali tipici adottabili dall’amministrazione. Entrambe le diramazioni dell’istituto, poi, rappresentano forme di gestione consensuale del procedimento amministrativo, ma con significative differenze: l’accordo integrativo necessita comunque dell’adozione di un atto conclusivo, mentre quello sostitutivo è pienamente produttivo di effetti.
Ci sono poi dei limiti a ciò che può essere oggetto di accordo: innanzitutto, gli accordi non possono intervenire in presenza di poteri vincolati, dal momento che in questi casi non residua in capo all’amministrazione (e, parimenti, al privato) alcun margine di scelta. Inoltre, l’art. 13 della stessa legge n. 241/1990 stabilisce che l’art. 11 e le norme sulla partecipazione non si applicano ad attività normative, di pianificazione e programmazione, dove vigono regole speciali, fatto salvo il caso in cui siano proprio queste regole speciali a introdurre strumenti convenzionali di esercizio del potere. 
Caso tipico, in questo senso, è dato dalla materia urbanistica e dalla relativa convenzione di lottizzazione: strumento con cui il proprietario si vincola a cedere gratuitamente determinate aree e a realizzare opere di urbanizzazione in cambio dell’impegno del Comune a rilasciare i permessi di costruire richiesti. Tale convenzione è infatti stata qualificata dal Consiglio di Stato come accordo sostitutivo del provvedimento amministrativo ai sensi dell’art. 11 legge n. 241/1990. 

## Inadempimento dell'accordo
Per quanto l’accordo sia una modalità di esercizio del potere idonea a facilitare l’esecuzione di quanto disposto, dovendo essere realizzato dai soggetti pubblici e privati che lo hanno voluto, non si possono escludere ipotesi di inadempimento.
In caso di inadempimento del privato, il pubblico potere sotteso alla fattispecie legittimerà l’amministrazione a portare ad esecuzione coattivamente i contenuti dell’accordo, in attuazione del principio di esecutorietà.
Dal lato dell’amministrazione, invece, il recesso unilaterale illegittimo, esercitato in violazione dei limiti di cui al comma 4, costituisce una forma di inadempimento, così come la mancata esecuzione degli obblighi derivanti da un accordo sostitutivo. 
Ipotesi peculiare, poi, è quella dell’omessa emanazione del provvedimento concordato, in violazione degli impegni assunti in un accordo integrativo. In questo caso, un primo orientamento, oggi prevalente, ritiene che il privato vanti un interesse legittimo e possa dunque esercitare l’azione avverso il silenzio ex art. 31 d.lgs. 2 luglio 2010, n. 104 (Codice del processo amministrativo) per ottenere un provvedimento espresso o un recesso motivato. Una seconda tesi assimila l’accordo a un contratto preliminare e ritiene che il privato possa quindi agire ex art. 2932 c.c. per ottenere l’esecuzione forzata dell’accordo. 
Se invece l’inadempimento dell’amministrazione rispetto a un accordo integrativo si manifesta nella difformità tra quanto pattuito e il provvedimento adottato, quest’ultimo potrà ritenersi viziato ex art. 21-octies legge n. 241/1990 e quindi essere oggetto di azione di annullamento come disciplinata dal Codice del processo amministrativo. 

## Patologie dell'accordo amministrativo
Il regime giuridico degli accordi amministrativi, di diritto pubblico ma sostanzialmente strutturato attorno al diritto comune, fa sì che essi possano presentare sia vizi propri del contratto, sia vizi propri del provvedimento amministrativo.
Dal punto di vista civilistico, si applicano – nei limiti della compatibilità – le disposizioni del codice civile in materia di invalidità contrattuale, in particolare quelle relative alla nullità come previste dall’art. 1418 c.c. (si richiamano, così, le ipotesi di contrarietà a norme imperative, mancanza di uno dei requisiti indicati dall’art. 1325 c.c., illiceità della causa, illiceità dei motivi nel caso indicato dall’art. 1345 c.c. e mancanza dei requisiti dell’oggetto).
Dal punto di vista pubblicistico, invece, possono farsi valere i casi di illegittimità come disciplinati dall’art. 21-octies legge n. 241/1990 (violazione di legge, incompetenza ed eccesso di potere).

## Accordi orizzontali
Gli accordi tra amministrazioni, disciplinati dall’art. 15 legge n. 241/1990, rispondono all’esigenza di garantire un coordinamento nell’esercizio delle competenze dei diversi enti pubblici, coinvolti nello svolgimento di attività di interesse comune. Ad essi si applica, per espresso rinvio dell’art. 15, comma 2, quanto previsto dall’art. 11 per gli accordi “verticali” in tema di forma scritta, regime giuridico dettato dai principi del codice civile in tema di obbligazioni e contratti (se compatibili e non derogati), obbligo di motivazione e sottoposizione ai controlli interni. Manca, invece, un rinvio alle previsioni in materia di recesso unilaterale, che sembrerebbe dunque escluso in questo caso, mentre si aggiunge quanto disposto dall’art. 15, comma 2-bis, in tema di loro sottoscrizione in forma digitale, prevista a pena di nullità.
La disciplina essenziale contenuta nell’art. 15 ha fatto sì che essa fungesse da legittimazione generale per una pluralità di ipotesi puntuali, dotate di regime giuridico ad hoc, regolanti istituti convenzionali operanti tra soggetti pubblici. L’esempio principale è oggi rappresentato dagli accordi di programma, disciplinati dall’art. 34 TUEL (d.lgs. 18 agosto 2000, n. 267), il quale prevede che il Presidente della Regione, della Provincia o il Sindaco possano promuoverne la conclusione al fine di garantire il coordinamento delle azioni necessarie per la definizione e l’attuazione di opere, di interventi o di programmi di intervento che richiedono, per la loro completa realizzazione, l’azione integrata tra due o più enti territoriali. L’accordo di programma, una volta approvato, vincola le parti agli obblighi assunti, nel rispetto delle relative competenze.

## Giurisdizione
Stante la commistione di profili pubblicisti e privatistici in relazione agli accordi, il legislatore ha deciso di introdurre un’ipotesi di giurisdizione esclusiva, di modo da devolvere al giudice amministrativo le controversie in materia di accordi, non solo per quel che concerne la loro formazione e conclusione, ma anche se inerenti all’esecuzione del rapporto (originariamente art. 11, comma 5, legge n. 241/1990, ora art. 133, comma 1, lett. a), n. 2, d.lgs. 2 luglio 2010, n. 104). Evidente, anche sotto questo profilo, la distinzione con la disciplina dei contratti pubblici i quali, se mantengono un carattere pubblicistico (e una devoluzione al giudice amministrativo) per la loro fase di formazione, assumono un carattere privatistico (e, quindi, una devoluzione al giudice ordinario) quanto alla loro stipula ed esecuzione. 
Sul punto è però intervenuta la Corte di Cassazione, specificando ulteriormente la materia.
Si è infatti affermato che “[l]a giurisdizione esclusiva [del giudice amministrativo] è predicabile solo quando la controversia abbia come oggetto immediato l’accordo stesso e non vicende meramente patrimoniali a esso in ipotesi collegate”. In altre parole, applicando il criterio del petitum sostanziale, si avrà giurisdizione amministrativa se la controversia ha ad oggetto, in concreto, la legittimità dell’esercizio del potere autoritativo sotteso all’accordo, mentre si dovrà instaurare la controversia innanzi al giudice ordinario quando essa si radichi nel quadro di un rapporto ormai paritario, collocato “a valle” dell’accordo stesso.

## Riferimenti normativi
- Legge 7 agosto 1990, n. 241